# WWE Draft 2016
Der WWE Draft 2016 fand am 19. Juli 2016 im DCU Center in Worcester, Massachusetts statt und wurde von der Wrestling-Liga WWE veranstaltet. Die Veranstaltung war der zehnte Draft in der Geschichte der WWE und der erste seit dem 25. April 2011.

## Hintergrund
Am 25. Mai 2016 gab die WWE auf ihrer Homepage bekannt, dass ihre wöchentliche Show SmackDown ab dem 19. Juli 2016 immer dienstags live statt donnerstags aufgezeichnet ausgestrahlt werden wird. Zudem erklärte sie, dass im Zuge der erstmaligen dauerhaften Live-Ausstrahlung von SmackDown, die 2002 nach dem Aufkauf von World Championship Wrestling und Extreme Championship Wrestling eingeführte und Ende 2011 eingestellte als Rostersplit oder Brand Extension bezeichnete Teilung des WWE-Kaders zwischen den Shows Raw und SmackDown genau wie der WWE Draft zurückkehren wird.
Am 11. Juli 2016 erklärte Vince McMahon bei Raw, dass seine Kinder Stephanie (Raw) und Shane (SmackDown) jeweils eine Show als Commissioner übernehmen sollten und zudem jeweils einen General Manager für ihre Show bestimmen sollten. Dies geschah eine Woche später erneut bei Raw, als Mick Foley (Raw) und Daniel Bryan (SmackDown) zu den General Managern ernannt wurden.
Einen Tag später fand der Draft im Rahmen der ersten Live-Ausgabe von SmackDown (im Zuge dessen offiziell in SmackDown Live umbenannt) statt. Bereits zuvor waren auf der Homepage der WWE folgende Regeln für den Draft bekannt gegeben worden:
- Raw erhält den ersten Draft-Pick.
- Raw erhält für alle zwei Draft-Picks von SmackDown Live deren drei, da Raw drei- und SmackDown Live nur zweistündig ist.
- Tag Teams zählen grundsätzlich als ein Draft-Pick, es sei denn, ein Commissioner/General Manager will nur ein bestimmtes Mitglied eines Tag Teams im Kader haben.
- Sechs Draft-Picks werden aus dem NXT-Kader entnommen.

Zudem wurde eine Liste der wählbaren Superstars und Tag Teams publiziert.

## Draft-Ergebnisse

### SmackDown Live
Die ersten sechs Draftrunden wurden während der Premiere von SmackDown Live abgehalten.
| Runde | # Gesamt | Brand     | # Brand | Superstar/Tag Team (Bürgerliche Namen)                                                                    | Anmerkungen                   |
| ----- | -------- | --------- | ------- | --- | ----------------------------- |
| 01    | 01       | Raw       | 01      | Seth Rollins (Colby Lopez)                                                                                |                               |
| 01    | 02       | SmackDown | 01      | Dean Ambrose (Jonathan Good)                                                                              | WWE Champion                  |
| 01    | 03       | Raw       | 02      | Charlotte (Ashley Fliehr)                                                                                 | WWE Women’s Champion          |
| 01    | 04       | SmackDown | 02      | AJ Styles (Allen Jones)                                                                                   |                               |
| 01    | 05       | Raw       | 03      | Finn Bálor (Fergal Devitt)                                                                                | Gedraftet aus NXT             |
| 02    | 06       | Raw       | 04      | Roman Reigns (Leati Anoa’i)                                                                               | 1                             |
| 02    | 07       | SmackDown | 03      | John Cena (John Cena)                                                                                     |                               |
| 02    | 08       | Raw       | 05      | Brock Lesnar mit Paul Heyman (Brock Lesnar mit Paul Heyman)                                               | 2                             |
| 02    | 09       | SmackDown | 04      | Randy Orton (Randall Orton)                                                                               | 3                             |
| 02    | 10       | Raw       | 06      | Big E, Kofi Kingston und Xavier Woods (The New Day) (Ettore Ewen, Kofi Sarkodie-Mensah und Austin Watson) | WWE Tag Team Champions        |
| 03    | 11       | Raw       | 07      | Sami Zayn (Rami Sebei)                                                                                    |                               |
| 03    | 12       | SmackDown | 05      | Bray Wyatt (Windham Rotunda)                                                                              |                               |
| 03    | 13       | Raw       | 08      | Sasha Banks (Mercedes Kaestner-Varnado)                                                                   |                               |
| 03    | 14       | SmackDown | 06      | Becky Lynch (Rebecca Quin)                                                                                |                               |
| 03    | 15       | Raw       | 09      | Chris Jericho (Christopher Irvine)                                                                        |                               |
| 04    | 16       | Raw       | 10      | Rusev mit Lana (Miroslaw Barnjaschew mit Catherine Perry)                                                 | WWE United States Champion    |
| 04    | 17       | SmackDown | 07      | The Miz mit Maryse (Michael Mizanin mit Maryse Mizanin)                                                   | WWE Intercontinental Champion |
| 04    | 18       | Raw       | 11      | Kevin Owens (Kevin Steen)                                                                                 |                               |
| 04    | 19       | SmackDown | 08      | Baron Corbin (Thomas Pestock)                                                                             |                               |
| 04    | 20       | Raw       | 12      | Big Cass und Enzo Amore (William Morrissey und Eric Arndt)                                                |                               |
| 05    | 21       | Raw       | 13      | Karl Anderson und Luke Gallows (Chad Allegra und Andrew Hankinson)                                        |                               |
| 05    | 22       | SmackDown | 09      | Chad Gable und Jason Jordan (American Alpha) (Charles Betts und Nathan Everhart)                          | Gedraftet aus NXT             |
| 05    | 23       | Raw       | 14      | Big Show (Paul Wight, Jr.)                                                                                |                               |
| 05    | 24       | SmackDown | 10      | Dolph Ziggler (Nicholas Nemeth)                                                                           |                               |
| 05    | 25       | Raw       | 15      | Nia Jax (Savelina Fanene)                                                                                 | Gedraftet aus NXT             |
| 06    | 26       | Raw       | 16      | Neville (Benjamin Satterley)                                                                              | 4                             |
| 06    | 27       | SmackDown | 11      | Natalya (Natalie Neidhart-Wilson)                                                                         |                               |
| 06    | 28       | Raw       | 17      | Cesaro (Claudio Castagnoli)                                                                               |                               |
| 06    | 29       | SmackDown | 12      | Alberto Del Rio (José Rodriguez)                                                                          |                               |
| 06    | 30       | Raw       | 18      | Sheamus (Stephen Farrelly)                                                                                |                               |

### WWE Network
Der restliche Draft wurde anschließend live auf dem WWE Network ausgestrahlt.
| Runde | # Gesamt | Brand     | # Brand | Superstar/Tag Team (Bürgerliche Namen)                                               | Anmerkungen       |
| ----- | -------- | --------- | ------- | ------------------------------------------------------------------------------------ | ----------------- |
| 07    | 31       | Raw       | 19      | Goldust und R-Truth (The Golden Truth) (Dustin Runnels und Ronald Killings)          |                   |
| 07    | 32       | SmackDown | 13      | Jey Uso und Jimmy Uso (The Usos) (Joshua Fatu und Jonathan Fatu)                     |                   |
| 07    | 33       | Raw       | 20      | Titus O’Neil (Thaddeus Bullard)                                                      |                   |
| 07    | 34       | SmackDown | 14      | Kane (Glenn Jacobs)                                                                  |                   |
| 07    | 35       | Raw       | 21      | Paige (Saraya-Jade Bevis)                                                            |                   |
| 08    | 36       | Raw       | 22      | Darren Young mit Bob Backlund (Frederick Rosser mit Robert Backlund)                 |                   |
| 08    | 37       | SmackDown | 15      | Kalisto (Emanuel Rodriguez)                                                          |                   |
| 08    | 38       | Raw       | 23      | Sin Cara (Jorge Arias)                                                               |                   |
| 08    | 39       | SmackDown | 16      | Naomi (Trinity Fatu)                                                                 | 5                 |
| 08    | 40       | Raw       | 24      | Jack Swagger (Donald Hager)                                                          |                   |
| 08    | 41       | SmackDown | 17      | Konnor und Viktor (The Ascension) (Ryan Parmeter und Eric Thompson)                  |                   |
| 09    | 42       | Raw       | 25      | Bubba Ray Dudley und D-Von Dudley (The Dudley Boyz) (Mark LoMonaco und Devon Hughes) |                   |
| 09    | 43       | SmackDown | 18      | Zack Ryder (Matthew Cardona)                                                         |                   |
| 09    | 44       | Raw       | 26      | Summer Rae (Danielle Moinet)                                                         |                   |
| 09    | 45       | SmackDown | 19      | Apollo Crews (Sesugh Uhaa)                                                           |                   |
| 09    | 46       | Raw       | 27      | Mark Henry (Mark Henry)                                                              |                   |
| 09    | 47       | SmackDown | 20      | Alexa Bliss (Alexis Kaufman)                                                         | Gedraftet aus NXT |
| 10    | 48       | Raw       | 28      | Braun Strowman (Adam Scherr)                                                         |                   |
| 10    | 49       | SmackDown | 21      | Fandango und Tyler Breeze (Breezango) (Curtis Hussey und Mattias Clement)            |                   |
| 10    | 50       | Raw       | 29      | Bo Dallas (Taylor Rotunda)                                                           |                   |
| 10    | 51       | SmackDown | 22      | Eva Marie (Natalie Coyle)                                                            |                   |
| 10    | 52       | Raw       | 30      | Epico und Primo (The Shining Stars) (Orlando Colón und Edwin Colón)                  |                   |
| 10    | 53       | SmackDown | 23      | Aiden English und Simon Gotch (The Vaudevillains) (Matthew Rehwoldt und John Smith)  |                   |
| 11    | 54       | Raw       | 31      | Alicia Fox (Victoria Crawford)                                                       |                   |
| 11    | 55       | SmackDown | 24      | Erick Rowan (Joseph Rudd)                                                            |                   |
| 11    | 56       | Raw       | 32      | Dana Brooke (Ashley Sebera)                                                          |                   |
| 11    | 57       | SmackDown | 25      | Mojo Rawley (Dean Muhtadi)                                                           | Gedraftet aus NXT |
| 11    | 58       | Raw       | 33      | Curtis Axel (Joseph Hennig)                                                          |                   |
| 11    | 59       | SmackDown | 26      | Carmella (Leah Van Dale)                                                             | Gedraftet aus NXT |

### Ungedraftete Superstars
Folgende Superstars wurden im Draft nicht ausgewählt:
| Superstar (Bürgerlicher Name)      | Grund für Nichtauswahl | Späterer Brand | Datum der Zuteilung              | Anmerkungen |
| ---------------------------------- | ---------------------- | -------------- | -------------------------------- | ----------- |
| Ryback (Ryan Reeves)               | Vertragsstreitigkeiten | Entlassen      | 8. August 2016                   | 6           |
| Nikki Bella (Nicole Garcia-Colace) | Verletzung             | SmackDown      | 21. August 2016                  | 7           |
| Triple H (Paul Levesque)           | semi-aktiv             | Raw            | 29. August 2016                  | 8           |
| Heath Slater (Heath Miller)        | Storyline              | SmackDown      | 13. September 2016               | 9           |
| Luke Harper (Jon Huber)            | Verletzung             | SmackDown      | 9. Oktober 2016                  | 10          |
| Undertaker (Mark Calaway)          | semi-aktiv             | Free Agent     | 15. November 2016 9. Januar 2017 | 11          |
| Emma (Tenille Dashwood)            | Verletzung             | Raw            | N. N.                            |             |
| Rosa Mendes (Milena Roucka)        | Mutterschaftsurlaub    | Entlassen      | N. N.                            |             |
| Tamina (Sarona Snuka-Polamalu)     | Verletzung             | SmackDown      | N. N.                            |             |
| The Rock (Dwayne Johnson)          | semi-aktiv             | N. N.          | N. N.                            |             |
| Tyson Kidd (Theodore Wilson)       | Verletzung             | N. N.          | N. N.                            |             |